# Liste d'odonymes d'Outremont
Cette liste contient les voies de circulation situées dans l'arrondissement Outremont de la ville de Montréal, ainsi que leurs origines toponymiques pour certaines.

## A
Ainslie (avenue)
- Avenue située entre le chemin de la Côte-Sainte-Catherine et l'intersection de l'avenue Kelvin et Hartland, dont elle est le prolongement.

- Désigné en 1907, ce nom fait référence à James Ainslie. Ainslie fut propriétaire terrien et conseiller municipal de 1895 à 1914[1].

Antonine-Maillet (avenue)
- Avenue située entre les avenues Lajoie et du Manoir, dont elle est le prolongement.

- Désigné en 1981, ce nom rend hommage à la romancière et récipiendaire du prix Goncourt, Antonine Maillet (née en 1929).
Auparavant cette artère était connue sous le nom de l'avenue Wilder[2].

Atlantic (avenue)
- Avenue située entre l'avenue Durocher et la rue Hutchison, à la limite avec l'arrondissement Rosemont–La Petite-Patrie.

- Désigné en 1909, ce nom proviendrait du chemin de fer du Atlantic and North West Railway qui traverse Outremont depuis 1885. Les plans initiaux de la ville, datant de 1909, localisait une rue Atlantic au nord d'une rue Pacific, elle-même située entre les avenues Rocklands et McEachran. Les plans de 1911, localisait l'avenue Atlantic à son emplacement actuel[3].

## B
Bates (chemin)
- Chemin situé à l'intersection des avenues du Manoir et McEachran et se prolongeant dans la ville Mont-Royal.

- Désigné en 1920, ce nom désigne Mary Florence Bates (1863-1911), épouse du principal agent de développement du nord-ouest d'Outremont, James E. Wilder[4].

Beaubien Ouest (avenue)
- Avenue située entre l'avenue Durocher et devenant la rue Beaubien dans l'arrondissement Rosemont–La Petite-Patrie.

- Désigné avant 1912, ce nom rend hommage à la famille Beaubien, dont Pierre Beaubien (1796-1881), qui fut médecin et professeur à l'Hôtel-Dieu de Montréal de 1829 à 1880, ainsi qu'un homme politique en tant que conseiller municipal. Son fils, Louis Beaubien (1837-1915), fut député provincial d'Hochelaga et simultanément député fédéral d'Hochelaga. Ce dernier est l'un des fondateurs d'Outremont en 1875[5].

Beloeil (avenue)
- Avenue située entre le chemin de la Côte-Sainte-Catherine et le boulevard du Mont-Royal.

- Désigné en 1914, une hypothèse quant à l'origine de ce nom serait du fait que l'agent de développement des terres des Sœurs du Sœurs des saints Noms de Jésus et de Marie, Isaïe Préfontaine, aurait fait une analogie entre le paysage de l'avenue et la localité de Belœil, sur les rives du Richelieu et en face du mont Saint-Hilaire, dont il était originaire[6].

Bernard (avenue)
- Avenue située entre l'avenue Rockland et se prolongeant dans l'arrondissement Le Plateau-Mont-Royal.

- Désigné en mai 1912, ce nom proviendrait du propriétaire terrien et frère Jean-Baptiste Bernard (1832-1890), ami des Beaubien, famille fondatrice d'Outremont[7].

Bloomfield (avenue)
- Avenue située entre les avenues Laurier et Ducharme.

- Désigné en 1879, ce nom est présent sur les cartes dès 1868 et désignerait le nom de la propriété de William Bremmer où se trouvaient jardins et vergers[8].

Brunante (avenue de)
- Avenue en sens unique de l'avenue Willowdale au chemin de la Côte-Sainte-Catherine.

- Désigné en juin 1976, ce nom provient d'une demande des résidents voulant franciser le nom l'avenue Sunset[9].

## C
Cambrai (place)
- Accessible via l'avenue Dunlop.

- Désigné en 1922, ce nom rend hommage aux Canadiens ayant combattu durant l'offensive de Cambrai, France en 1918[9].

Canterbury (avenue)
- Avenue en sens unique de l'avenue Willowdale, Outremont, au chemin de la Côte-Sainte-Catherine, quartier Côte-des-Neiges.

- Désigné en 1931, ce nom rappelle la ville de Canterbury, située dans le Kent en Angleterre, et siège de l'archevêché de Cantorbéry, dont l'évêque est le chef de l'Église d'Angleterre[10].

Champagneur (avenue)
- Avenue en sens unique des avenues Ducharme à Saint-Viateur.

- Désigné en 1898, la ce nom fait référence au père Étienne Champagneur (1808-1882). Champagneur fut le premier des Clercs de Saint-Viateur à s'installer au Canada en 1847 et dont congrégation avait cédé un terrain à Outremont[11].

### Claude-Champagne (avenue)
- Avenue située entre le chemin de la Côte-Sainte-Catherine et le boulevard du Mont-Royal.

- Désigné en 1974, ce nom rend hommage au compositeur Claude Champagne (1891-1965)[12].
Autrefois connu sous le nom de l'avenue Holyrood.

Côte-Sainte-Catherine (chemin de la)
- Chemin prolongeant le chemin homonyme de l'arrondissement Côte-des-Neiges–Notre-Dame-de-Grâce et traversant l'ensemble d'Outremont jusqu'à l'intersection avec l'avenue du Mont-Royal.

Courcelette (avenue)
- Avenue en sens unique des intersections du boulevard du Mont-Royal/avenue Maplewood vers l'intersection du chemin de la Côte-Sainte-Catherine et de l'avenue Davaar

- Désigné en 1917, ce nom désigne la commune de Courcelette, lieu d'une bataille durant la Première Guerre mondiale[13].
L'avenue était autrefois connu sous le nom de rue Rockland Sud.

## D
Davaar (avenue)
- Avenue en sens unique de l'avenue du Manoir, après le viaduc du chemin Rockland, jusqu'à l'intersection du chemin de la Côte-Sainte-Catherine/avenue Courcelette.

- Désigné en 1907, ce nom provient d'un nom donné par le dr. Duncan McEachran à la rue centrale du lotissement de sa ferme. Ce nom rappelle une île de la baie de Campbeltown, dans la péninsule écossaise de Kintyre[14].

Dollard (avenue)
- Avenue située entre les avenues Thérèse-Lavoie-Roux et Bernard.

- Désigné en 1909, ce nom rend hommage à Adam Dollard (1635-1660)[15].

Ducharme (avenue)
- Avenue prolongeant l'avenue Ducharme du quartier Côte-des-Neiges jusqu'à l'avenue de l'Épée.

- Désigné en 1898, ce nom rappelle Charles Ducharme (1846-1913). Supérieur québécois des Clercs de Saint-Viateur de 1893 à 1913, un terrain fut cédé par la congrégation à la ville d'Outremont en 1898[16].

### Duchastel (avenue)
- Avenue située entre l'avenue Maplewood et se terminant en impasse après le boulevard du Mont-Royal.

- Désigné en 1944, ce nom provient de l'ingénieur et directeur général d'Outremont, Jules-A. Duchastel de Montrouge (1878-1938)[17].

Duchastel (place)
- Place accessible via l'avenue Maplewood.

### Dunlop (avenue)
- Avenue située entre le chemin de la Côte-Sainte-Catherine et l'avenue du Manoir.

- Désigné en 1903, ce nom fait référence à William W. Dunlop. Dunlop céda un terrain à la ville d'Outremont et fut maire à quatre reprises entre 1878 et 1910[18].

Durocher (avenue)
- Avenue en deux sections, l'une entre les avenues Laurier Ouest et Avenue Van Horne, d'où elle se termine en impasse, et l'autre entre les avenues Rue Beaubien et Atlantic.

- Désigné en 1898, ce nom rappelle Simon-Hippolyte Durocher (1774-1853), qui céda cette voie à la ville de Montréal[19].

Duverger (avenue)
- Avenue en sens unique des avenues Wiseman à Outremont.

- Désigné en 1907, ce nom provient de L. A. Duverger qui céda une partie du terrain où se trouve la voie[20].

## E
Édouard-Charles (avenue)
- Avenue prolongeant l'avenue homonymie de l'arrondissement du Plateau-Mont-Royal et sens unique sur la partie outremontoise de la rue Hutchison à l'avenue Querbes.

- Désigné en 1908, ce nom rend hommage au troisième évêque du diocèse catholique de Montréal, Édouard-Charles Fabre (1827-1896)[21].

Elmwood (avenue)
- Avenue située entre les avenues Querbes et Outremont.

- Désigné en 1914, ce nom proviendrait d'une demande des résidents de cette artère de changer le nom de la voie et de la volonté des échevins du conseil municipal de planter des ormes (elm) dans les rues et parcs d'Outremont. Entre 1891 et 1914, l'artère se nommait Quebec Street[22].

Elmwood (place)
- Place située entre les avenues Outremont et Wiseman.

Épée (avenue de l')
- Avenue en deux sections situées entre les avenues Ducharme et Bernard et entre l'avenue Saint-Viateur et le boulevard Saint-Joseph Ouest.

- Désigné en 1891, ce nom fait référence au prêtre fondateur de l'Institution des sourds-muets, Charles-Michel de l'Épée (1712-1789). Le prolongement de cette voie dans Montréal (Parc-Extension), s'appelait originellement avenue Greenshields[23].

## F
Fairmount Ouest (avenue)
- Avenue située entre l'avenue Bloomfield et se prolongeant dans l'arrondissement du Plateau-Mont-Royal après la rue Hutchison.

- Désigné vers 1898, ce nom provient du prolongement d'une rue ouverte dans la municipalité Saint-Louis-du-Mile-End à la fin du XIXe siècle. Créé après la cession d'un terrain par les Clercs de Saint-Viateur à la ville d'Outremont en 1898 et initialement écrit Fairmont, ce nom rappelle la Fairmount Villa du notaire Stanley Clark Bagg (1820-1873) et dont le fils, Robert Stanley Bagg (1848-1912), a cédé une partie du terrain permettant la création de la voie initiale[24].

Fernhill (avenue)
- Avenue située entre le chemin de la Côte-Sainte-Catherine et le boulevard Mont-Royal.

- Désigné en 1911, ce nom provient probablement d'une colonie de fougères (fern) au pied du mont Royal[25].

Forêt (chemin de la)
- Chemin en impasse, accessible via le boulevard du Mont-Royal.

- Désigné en 1952, ce nom rappelle le boisé situé au nord du chemin et derrière la maison-mère des Sœurs des saints Noms de Jésus et de Marie. La voie était auparavant un ancien chemin du Cimetière du Mont-Royal (1850)[26].

## G
Gare-de-Triage (avenue de la)
- Avenue en impasse, accessible via l'avenue Atlantic.

- Désigné en 2018, ce nom fait référence au site de l'ancienne gare de triage de la Canadian Pacific Railway Company. Entre 1885 et 1891, la voie ferrée de l'Atlantic and Northwest Railway et la gare de triage y sont aménagées. En 1887, le CP relie les gares de triage d'Outremont et de Sortin (Ville Saint-Pierre) pour faire le lien entre le port et le pont Lachine Rapids. La gare de triage et l'ouverture des Shop Angus, fit de la gare de triage d'Outremont la troisième plus importante sur l'île de Montréal[27].

Glencoe (avenue)
- Avenue en sens unique de l'avenue Willowdale au chemin de la Côte-Sainte-Catherine.

- Désigné en 1911, ce nom semble provenir de la vallée écossaise de Glen Coe. Le terrain nécessaire à l'ouverture de la voie a été acheté par la ville à la succession de George Edward Cooke (1830-1900) et dont le fils Robert Cooke, devenu échevin en 1909, aurait proposé le nom pour commémorer les origines écossaises de son père[28].

Glendale (allée)
- Allée privée, accessible via le chemin Bates.

Glendale (avenue)
- Avenue en impasse, accessible via l'avenue Pratt.

- Désigné en 1947, ce nom est en fait un odonyme descriptif étant donné la présence d'un rebord abrupt d'une vallée (Glen)[29].

### Gorman (avenue)
- Avenue située entre le boulevard du Mont-Royal et l'avenue Maplewood.

- Désigné en 1922, ce nom rappelle la mémoire des Gorman propriétaires d'un lot où l'on cultivait des melons de Montréal. Le patriarche, James Gorman (1821-1886), fut échevin dans le premier conseil municipal d'Outremont en 1875 et son fils, Timothy Gorman (1862-1911), fut conseiller à partir de 1902 et maire en 1908[30].

## H
Hartland (avenue)
- Avenue située entre les avenues du Manoir et Ainslie, dont elle est le prolongement, à l'intersection avec l'avenue Kelvin.

- Désigné en 1907, l'origine de ce nom n'a pu être déterminée. L'avenue fut tracée à la jonction entre les propriétés de John Pratt et James E. Wilder[31].

Hautvilliers (terrasse les)
- Terrasse accessible via le chemin de la Côte-Sainte-Catherine.

Hazelwood (avenue)
- Avenue en sens unique de l'avenue Willowdale au chemin de la Côte-Sainte-Catherine.

- Désigné en 1912, ce nom est d'origine douteuse puisqu'il n'est pas établi que des noisetiers (hazel) étaient présents sur le terrain vendu par la succession de George Edward Cooke[32].

Hutchison (rue)
- Rue partagée avec l'arrondissement du Plateau Mont-Royal entre le boulevard Saint-Joseph et l'avenue Van Horne.

- Désignée en 1889, ce nom désigne la famille Hutchison propriétaire du site où la voie fut ouverte depuis 1815[33].

## J

### Joyce (avenue)
- Avenue située entre les avenues Outremont et Wiseman.

- Désigné en 1923, ce nom rend hommage à Alfred Joyce (1836-1931). Joyce fut conseiller municipal de 1891 à 1905 et maire d'Outremont de 1905 à 1907[34].

## K
Kelvin (avenue)
- Avenue située entre l'intersection des avenues Ainslie et Hartland à l'avenue Robert.

- Désigné en 1911, ce nom semble provenir du physicien anglais sir William Thompson, lord Kelvin (1824-1907)[35].

## L

### Lajoie (avenue)
- Avenue située entre la rue Hutchison et le prolongement de l'avenue Lajoie dans Côte-des-Neiges.

- Désigné en 1898, ce nom fait référence au père Pascal Lajoie (1826-1919). Lajoie fut le premier canadien à occuper le poste de supérieur des Clercs de Saint-Viateur du Canada 1871 à 1887. Initialement située entre les avenues Bloomfield et Wiseman, l'avenue a été prolongée vers l'ouest sur le chemin de la propriété de Duncan McEachran, chemin nommé Esther du nom de son épouse. La voie fut prolongée du côté de Montréal en 1911[36].

Laurier (avenue)
- Avenue située entre le chemin de la Côte-Sainte-Catherine et le prolongement de l'avenue Laurier Ouest dans l'arrondissement du Plateau-Mont-Royal.

- Désigné en 1899, ce nom rend hommage au premier ministre francophone du Canada, Wilfrid Laurier (1841-1919)[37].

### Laviolette (avenue)
- Avenue située entre les avenues Wiseman et Outremont.

- Désigné en 1907, ce nom honore la mémoire de Joseph-Gaspard Laviolette (1812-1903). Laviolette fut, avec son frère Gustave, propriétaire foncier en plus de seigneur de Sherrington, lieutenant colonel de milice homme politique représentant De Lorimier au Conseil législatif du Québec (1876-1897) et juge de paix[38].

## M
Manoir (avenue du)
- Avenue en deux sections situées entre les avenues Dollard et Rockland et prolongeant l'avenue Antonine-Maillet jusqu'à la limite avec le secteur Côte-des-Neiges.

- Désigné en 1979, ce nom rappelle la présence de la maison nommée Manoir d'Outremont à l'intersection avec l'avenue Rockland. L'avenue était initialement connue sous le nom d'avenue North[39].

Manseau (avenue)
- Avenue en sens unique de l'avenue Outremont à Wiseman.

- Désigné en 1898, ce nom fait référence à Jean-Baptiste Manseau (1843-1914). Père des Clercs de Saint-Viateur à un moment où la congrégation possédait de nombreuses terres à Outremont, il fut également directeur de l'Institution catholique des Sourds-Muets de 1885 à 1895[39].

Maplewood (avenue)
- Avenue située entre les intersections du chemin de la Côte-Sainte-Catherine/avenue Villeneuve et boulevard Mont-Royal/avenue Courcelette.

- Désigné en 1907, l'avenue devait initialement se nommer boulevard Outremont et se situer entre l'avenue Bloomfield et le chemin Bellingham (Vincent-D'Indy). Ouverte autour de l'avenue McCulloch en 1906, la limite est atteinte en 1911 et rejoint l'avenue Panguelo en 1913 et Courcelette en 1921[40].

Maplewood (ruelle)
- Ruelle accessible via le boulevard Mont-Royal entre les avenues Gorman et McCulloch.

Marsolais (avenue)
- Avenue en sens unique des avenues Outremont vers Wiseman.

- Désigné en 1907, ce nom rappelle le docteur Avila-R. Marsolais qui soumis un plan de subdivision territorial et fut échevin au conseil municipal d'Outremont en 1914[41].

### McCulloch (avenue)
- Avenue en deux sections, l'une en sens unique du chemin de la Côte-Sainte-Catherine à la côte du Vésinet et la seconde de l'avenue Maplewwod au boulevard du Mont-Royal.

- Désigné en 1898, ce nom commémore le docteur Michael McCulloch (1797-1854). Arrivé à Montréal en 1822, il pratiqua et enseigna la médecine à l'Université McGill d'où il reçut un doctorat honorifique en 1843. Également député de Terrebonne dans l'Assemblée législative de la province du Canada de 1841 à 1843 et propriétaire d'un vaste terrain sur le flanc nord du mont Royal[42].

McDougall (avenue)
- Avenue située entre le chemin de la Côte-Sainte-Catherine et l'avenue Elmwood.

- Désigné en 1908, ce nom rappelle la mémoire de Donald Lorne McDougall qui fut propriétaire foncier, après l'achat de la ferme de Louis-Tancrède Bouthillier en 1856 et vendu en 1887 à l'Institution catholique des Sourds-Muets. McDougall compte aussi parmi les premiers conseillers municipaux d'Outremont en 1876[43].

McEachran (avenue)
- Avenue en sens unique du chemin de la Côte-Sainte-Catherine à l'avenue du Manoir.

- Désigné en 1912, ce nom fait référence au docteur vétérinaire Duncan McEachran dont une partie du lot servit pour l'ouverture de l'avenue[44].

McNider (avenue)
- Avenue située entre le chemin de la Côte-Sainte-Catherine et le boulevard Saint-Joseph Ouest.

- Désigné en 1906, ce nom rappelle le propriétaire et dépositaire du plan de lotissement de ce secteur, Adam Lymburner Macnider (ou McNider) (1788-1840)[45].

Mont-Royal (boulevard)
- Boulevard située entre la limite avec l'arrondissement Le Plateau-Mont-Royal (intersection du chemin de la Côte-Sainte-Catherine et de l'avenue du Mont-Royal Ouest) et l'avenue Vincent-d'Indy.

## N
Nelson (avenue)
- Avenue située entre le chemin de la Côte-Sainte-Catherine et le boulevard Saint-Joseph Ouest.

- Désigné en 1905, ce nom semble honoré l'amiral britannique Horatio Nelson (1758-1805). Le terrain nécessaire pour l'ouverture de cette voie fut cédé par le maire Alfred Joyce en 1905 et dont il fut un grand admirateur ainsi que pour marquer le centenaire de sa mort[46].

## O
Outremont (avenue)
- Avenue située entre le chemin de la Côte-Sainte-Catherine et l'avenue Thérèse-Lavoie-Roux.

- Désigné en 1898, ce nom fut attribué par les Clercs de Saint-Viateur à la fermer, alors nommée Outre Mont, acquise auprès de Donald Lorne McDougall pour l'Institution catholique des Sourds-Muets en 1887[47].

## P
Pagnuelo (avenue)
- Avenue située entre le chemin de la Côte-Sainte-Catherine et le boulevard du Mont-Royal.

- Désigné en 1896, ce nom honore le juge Siméon Pagnuelo (1840-1915) et dont le chemin privé fut cédé à la ville. Durant sa pratique du droit, il se spécialisa dans les relations entre l'État et l'Église entre autres en conseillant l'évêque de Montréal[48].

Perham (avenue)
- Impasse accessible via l'avenue Vincent-D'Indy.

- Désigné en 1939, ce nom rappelle le propriétaire du terrain au bout de cette impasse, Louis D. Perham. Entre 1874 et 1939, la voie était connue sous le nom d'avenue Bellingham et donnait sur le chemin Bellingham (aujourd'hui avenue Vincent-D'Indy)[49].

Peronne (avenue)
- Avenue située entre les avenues Robert et de Vimy.

- Désigné en 1919, ce fait référence au site d'une bataille mené par les Canadiens pour libérer la commune de Péronne dans la Somme. Le choix de ce nom provient probablement du gérant et ingénieur de la ville, Jules-A. Duchastel, qui fut major dans l'armée et concerné par les événements durant la Grande Guerre de 1914-1918[50].

Plantagenet (rue)
- Avenue en sens unique de l'avenue Willowdale, Outremont, au chemin de la Côte-Sainte-Catherine, quartier Côte-des-Neiges.

- Désigné en 1947, ce nom fait référence à la dynastie des Plantagenêt qui régna sur le royaume d'Angleterre et 1154 à 1485[51].

Pratt (avenue)
- Avenue située entre le chemin Bates, à la jonction avec le territoire de ville Mont-Royal, et l'avenue Lajoie.

- Désigné en 1920, ce nom rend hommage à John Pratt (1812-1876) dont le terrain servit à ouvrir cette voie[52].

Prince-Philip (avenue)
- Avenue accessible via l'avenue Springgrove.

- Désigné en 1959, ce nom commémore l'époux de la reine Élisabeth II, le prince Philip Mountbatten. Le couple princier effectua une visite à Outremont en 1951[53].

## Q
Querbes (avenue)
- Avenue située en le boulevard Saint-Joseph Ouest et se terminant en impasse après l'avenue Van Horne.

- Désigné en 1891, ce nom rappelle le père et fondateur de la congrégation des Clercs de Saint-Viateur en France, Louis Querbes (1793-1859). La congrégation arriva à Outremont en 1887 avec l'installation de l'Institution catholique des Sourds-Muets[54].

## R
Robert (avenue)
- Avenue située entre le chemin de la Côte-Sainte-Catherine et se terminant en impasse après l'avenue Peronne.

- Désigné en 1897, initialement tracée mais non nommée, le conseil municipal adopta le nom de Robert pour emprunter le nom du cultivateur Pierre Robert dont le lot se situait sur le territoire de la rue projetée[55].

Rockland (avenue)
- Avenue située entre les chemins de la Côte-Sainte-Catherine et Bates.

- Désigné en 1898, connu initialement sous les noms de Rock Road, Rocky Road et maintenant Rockland, ce nom réfère aux effleurements rocheux émergent où une carrière a également été en opération. L'avenue située au sud du chemin de la Côte-Sainte-Catherine, fut longtemps nommé Rockland Sud jusqu'en 1917 avant de devenir l'avenue Courcelette[56].

Roskilde (avenue)
- Avenue située entre l'avenue McCulloch et l'intersection avec l'avenue Springgrove et du boulevard du Mont-Royal.

- Désigné en 1910, ce nom fait référence à la ville danoise de Roskilde, située à 30 km au sud de Copenhague et ancienne capitale du pays[57].

## S
Saint-Cyril (avenue)
- Avenue en sens unique des avenues Outremont vers Wiseman.

- Désigné en 1911, ce nom honore la mémoire du père Cyrille Beaudry (1835-1904). Beaudry fut supérieur provincial des Clercs de Saint-Viateur de 1880 à 1893[58].

Saint-Germain (avenue)
- Avenue accessible via l'avenue Kelvin.

- Désigné en 1937, ce nom fut donné à cette nouvelle rue en raison de la présence de l'église Saint-Germain d'Outremont, elle-même rappelant Saint-Germain-des-Prés de Paris[59].

Saint-Joseph Ouest (boulevard)
- Boulevard située entre le chemin de la Côte-Sainte-Catherine et se prolongeant, après la rue Hutchison dans Le Plateau-Mont-Royal, sur le boulevard Saint-Joseph.

Saint-Just (avenue)
- Avenue située entre les avenues Outremont et Wiseman.

- Désigné en 1907, ce nom fait référence à Just de Lyon, évêque de Lyon au IVe siècle. Ce nom avait été proposé par les Clercs de Saint-Viateur après l'acte de cession territorial à la Ville en 1898[60].

Saint-Viateur (avenue)
- Avenue débutant à partir de l'avenue Outremont et se prolongeant dans l'arrondissement du Plateau-Mont-Royal.

- Désigné en 1896, ce nom fait référence aux Clercs de Saint-Viateur. La communauté religieuse arriva au Canada en 1847 par une initiative de Mgr Ignace Bourget, évêque de Montréal[61].

Springgrove (avenue)
- Avenue située entre l'avenue Pagnuelo et l'intersection du boulevard Mont-Royal et de l'avenue Roskilde.

- Désigné en 1856, ce nom apparaît sur les plans de subdivision du domaine de McCulloch. Ce nom descriptif fait référence à un ruisseau (spring) du mont Royal traversant un boisé (grove) sur le flanc nord de la colline[62].

Stirling (avenue)
- Avenue en sens unique du chemin de la Côte-Sainte-Catherine, quartier Côte-des-Neiges, vers l'avenue Willodale, Outremont.

- Désigné en 1917, ce nom évoque la ville de Stirling en Écosse au nord-est de Glasgow. Initialement le nom de la rue était orthographié avenue Sterling[63].

Stuart (avenue)
- Avenue située entre le chemin de la Côte-Sainte-Catherine et l'avenue Ducharme.

- Désigné en 1907, ce nom rend hommage à Suzanne Lauretta Stuart (1844-1936). Fille du seigneur Andrew Stuart Andrew Stuart (seigneur) (en) (1812-1891), lui-même fils de l'homme politique Andrew Stuart (1785-1840), et de Charlotte Elmire de Gaspé, elle fut l'épouse de Louis Beaubien, homme d'affaires et fondateur d'Outremont, dès 1864. D'après l'historien Robert Rumilly, Beaubien ayant cédé une parcelle de territoire, nécessaire pour l'établissement de cette voie, aurait imposé le nom de Stuart pour perpétuer la mémoire de son beau-père[64].

## T

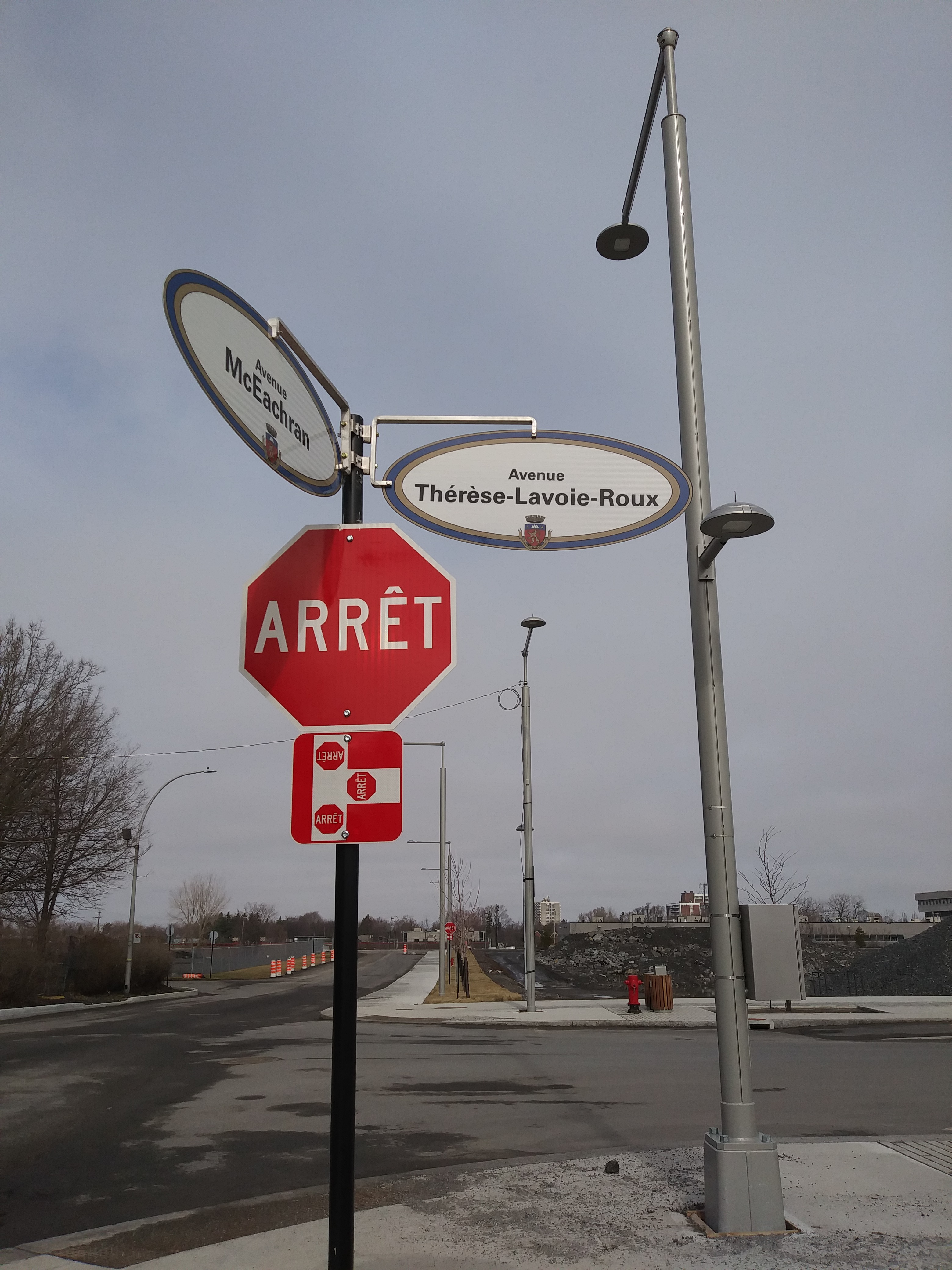
Panneau de l'avenue Thérèse-Lavoie-Roux

### Thérèse-Lavoie-Roux (avenue)
- Avenue située entre le chemin Bates et l'avenue Durocher.

- Désigné en 2018, ce nom rend homme à la femme politique provinciale et fédérale Thérèse Lavoie-Roux (1928-2009)[65].

## V
Van Horne (chemin)
- Avenue traversant l'ensemble de l'arrondissement et prolongeant les avenues homonymes du quartier Côte-des-Neiges et de l'arrondissement Le Plateau-Mont-Royal.

- Désigné avant 1949, ce nom fait référence au pionnier du transport ferroviaire nord-américain et homme d'affaires William Cornelius Van Horne (1843-1915). Il devint président du Canadien Pacifique en remplacement de George Stephen en 1888[66].

Vésinet (côte du)
- Côte située entre les avenues McCulloch et Maplewood.

- Désigné en 1980, ce nom rend hommage au jumelage d'Outremont avec la ville de Le Vésinet en banlieue de Paris en 1975. La voie était autrefois nommée Springvale[67].

Vésinet (place du)
- Place située entre la côte du Vésinet et l'avenue Maplewood.

- Désigné en 1975, la voie était autrefois nommée Springvale Place[68].

Villeneuve Ouest (rue)
- Avenue commençant à partir du chemin de la Côte-Sainte-Catherine et se prolongeant sous le nom d'avenue Villeneuve Ouest dans Le Plateau-Mont-Royal.

- Désigné en 1904, ce nom fait référence à Léonidas Villeneuve (1849-1913). Originaire de Sainte-Anne-des-Plaines, Villeneuve fut un homme d'affaires dans le domaine du bois de construction et homme politique occupant entre autres le poste de maire de la ville de Saint-Louis durant trois mandats[69].

Vimy (avenue de)
- Avenue commençant à l'intersection du chemin de la Côte-Sainte-Catherine/avenue Glencoe et se prolongeant dans le quartier Côte-des-Neiges.

- Désigné en 1933, ce nom remplace l'ancienne dénomination de avenue West End pour commémorer la bataille de la crête de Vimy de 1917 et à laquelle plusieurs Canadiens ont combattu durant la Première Guerre mondiale[70].

### Vincent-D'Indy (avenue)
- Avenue située entre le chemin de la Côte-Sainte-Catherine et terminant en impasse après le boulevard du Mont-Royal, vers la faculté de Musique de l'université de Montréal.

- Désigné en 1972, ce nom fut choisi après décision du conseil municipal pour honorer la mémoire du compositeur français Vincent d'Indy (1851-1931), ainsi que les Sœurs des saints Noms de Jésus et de Marie, fondatrice d'une école supérieure de musique ayant pris le nom du compositeur en 1958. La voie était auparavant connue sous le nom de chemin Bellingham[71].

## W
Wilderton (avenue)
- Avenue en sens unique de l'avenue Willowdale, Outremont, au chemin de la Côte-Sainte-Catherine, quartier Côte-des-Neiges.

- Désignée en 1931, aucune information n'est disponible pour expliquer la provenance de ce nom[72].

Willowdale (avenue)
- Avenue en sens unique commençant à l'avenue Vincent-D'Indy et se prolongeant dans le quartier Côte-des-Neiges.

- Désignée en 1910, cette voie était située sur une parcelle de terre appartenant à George Edward Cooke à la fin du XIXe siècle. Ce lot fut longtemps un sujet de litige entre les municipalités d'Outremont et de Côte-des-Neiges, car seul un accès au chemin Bellingham (actuelle avenue Vincent-D'Indy). De plus, Cooke fut maire à trois reprises d'Outremont entre 1880 et 1908 et demandait le rattachement de son lot à Outremont. C'est en janvier 1883 que le lot fut annexé à Outremont, expliquant ainsi, encore aujourd'hui, la présence de cet appendice dans la division du territoire[73].

- Ouverte à la circulation en 1911 entre Glencoe et Woodbury, l'avenue Willodale fut ensuite prolongée vers la limite ouest de la ville (avenue Canterbury) et vers le chemin Bellingham en 1927[73].

Wiseman (avenue)
- Avenue située entre le chemin de la Côte-Sainte-Catherine et l'avenue Manseau.

- Désigné en 1897, ce nom provient de John Wiseman, propriétaire du lot, et dont le chemin privé devint voie publique en 1897[74].

Woodbury (avenue de)
- Avenue située de part et d'autre de l'avenue Willowdale et dont le prolongement se poursuit dans le quartier Côte-des-Neiges.

- Désigné en 1927, ce nom fait référence à la localité anglaise de Woodbury dans le Devon. La voie fut cédée à la municipalité en mai 1912[75].